# Taras Stepanenko
Taras Mykołajowycz Stepanenko, ukr. Тарас Миколайович Степаненко (ur. 8 sierpnia 1989 w Wełykiej Nowosiłce) – ukraiński piłkarz grający na pozycji pomocnika, reprezentant Ukrainy.

## Kariera piłkarska

### Kariera klubowa
Wychowanek klubu Torpedo Zaporoże, barwy którego bronił w juniorskich mistrzostwach Ukrainy (DJuFL). Karierę piłkarską rozpoczął 31 lipca 2006 w składzie Metałurh-2 Zaporoże, a 4 marca 2007 rozegrał pierwszy mecz w podstawowej jedenastce Metałurha. Występował również w rezerwowej drużynie Metałurha. W maju 2010 podpisał kontrakt z Szachtarem Donieck.

### Kariera reprezentacyjna
Występował w młodzieżowej reprezentacji Ukrainy. Pełnił w niej funkcje kapitana drużyny. 17 listopada 2010 roku debiutował w narodowej reprezentacji Ukrainy w zremisowanym 2:2 meczu towarzyskim ze Szwajcarią.
W meczu eliminacyjnym do MŚ 2014 z Mołdawią otrzymał czerwoną kartkę po brutalnym faulu na obrońcy drużyny przeciwnej w ich polu karnym.